# گریم گیلمور
گریم گیلمور (انگلیسی: Graeme Gilmore؛ زادهٔ ۲۹ ژوئن ۱۹۴۵) دوچرخه‌سوار اهل استرالیا است.